# Paul Kellerman
Paul Kellerman is een personage uit de Amerikaanse serie Prison Break, gespeeld door Paul Adelstein.
Kellerman had een veelbelovende carrière voor zich in het leger, maar de federale overheid merkte zijn grote potentie op en nam hem in dienst. Hij kreeg een leidinggevende positie binnen de Geheime Dienst. Een paar jaar later ging Agent Kellerman samenwerken met groentje Agent Hale, die kortgeleden zijn ontslag had genomen bij de Terroristen-bestrijdingseenheid van de FBI.

## Seizoen 1
Kellerman verschijnt al in de eerste aflevering van seizoen 1, Pilot genaamd. Hij werkt in dienst van vicepresident Caroline Reynolds en ziet in haar de nieuwe president. Kellerman en Hale zijn medewerkers van het complot dat ervoor gezorgd heeft dat Lincoln ter dood veroordeeld wordt. Ze hebben bijvoorbeeld de beelden van een bewakingscamera aangepast. De twee hebben het ook voorzien op LJ, Lincolns zoon. Ze vermoorden zijn moeder en stiefvader en zorgen dat hij daar de schuld van krijgt. LJ ontdekt dat Kellerman onder de schuilnaam 'Owen Kravecki' leeft en dreigt hem te vermoorden, maar dan komt de politie en LJ wordt meegenomen. Als Reynolds aan het eind van het seizoen president wordt, blijft Kellerman aan haar staan, terwijl "The Company" haar heeft bedreigd.

## Seizoen 2
Als de Fox River Eight ontsnappen, moet Kellerman ze vinden en vermoorden. Om Michael Scofield te kunnen vinden, doet hij zich bij Sara Tancredi, de voormalig ziekenhuisdokter voor als Lance, een drugsverslaafde. Hij ontcijfert uiteindelijk (net als Sara zelf) de codes die in Michaels origami kraanvogeltjes verborgen zaten. Aan het eind van de aflevering Rendezvous houdt hij Sara onder schot en in de daarop volgende aflevering martelt hij haar en vraagt hij wat ze weet. Sara weet niet wat Kellerman bedoelt en Kim geeft Kellerman het bevel om Tancredi te vermoorden. Sara verdrinkt bijna, maar weet de stop uit het bad te trekken en weet zo aan de dood te ontsnappen. Vervolgens drukt ze een heet strijkijzer op zijn borst en ze ontsnapt.
Als Kellerman hierover liegt tegen Kim, wordt hij uitgewist als special agent. Hij belt Kim op om te zeggen dan hij het niet moet doen, hij is een perfecte soldaat, en heeft nog nooit om iets gevraagd. Maar Kim besluit om hem ongedaan te maken, zodat hij niet meer bestaat. Dus besluit Kellerman om de broers Scofield en Burrows te helpen. Bovendien schiet hij Mahone neer, die het overleeft. Kim regelt iemand die zich voordoet als Caroline aan de telefoon en die Paul Kellerman belt om te zeggen dat hij terug moet komen, en alles wordt weer zoals het was. Kellerman vindt dat Caroline Reynolds zijn leven heeft verwoest en besluit om haar terug te pakken, met behulp van Lincoln en Michael. Later probeert hij de president te vermoorden, maar dat mislukt. Later als Sara in de problemen zit met de rechtbank, getuigt hij. Hij getuigt alles en Sara wordt vrijgesproken. Hijzelf krijgt - wegens deze getuigenis - levenslange gevangenisstraf. Hij wordt in een busje naar de gevangenis vervoerd, maar komt daar uiteindelijk nooit terecht omdat het busje betrokken raakt in een heftige schietpartij - ogenschijnlijk zijn dood door The Company.
Hoewel voor vrijwel alle kijkers duidelijk leek dat Kellerman vermoord is door The Company, is hier veel speculatie over ontstaan. Het bewuste busje had achterin geen ramen. Op het moment dat het busje beschoten werd was de scène vanaf de zijkant gefilmd, zodat de slachtoffers van deze schietpartij niet zichtbaar waren, en hun dood dus niet konden worden vastgesteld.

## Seizoen 4
Als een van de vele verrassingen aan het einde van de televisieserie kwam Paul Kellerman terug. Benjamin Miles "C-Note" Franklin wordt door hem benaderd om Michael en Lincoln te vinden. Hij wil Scylla (Prison Break) gebruiken voor de Verenigde Naties. Michael vertrouwt hem eerst niet, maar uiteindelijk geeft Michael Scylla aan Kellerman. Hij zorgt er dan voor dat Michael, Lincoln Burrows, Sara Tancredi, Fernando Sucre, Alexander Mahone en Benjamin Miles Franklin worden vrijgesproken. Theodore Bagwell kon ook worden vrijgesproken, maar dat liet Kellerman aan Michael en Lincoln. Die besloten dat T-Bag terug moest naar de gevangenis.
Aan het einde wordt verteld wat er met de personages is gebeurd vier jaar na hun vrijspraak. Kellerman blijkt een lid van het congres te zijn geworden. De vrouw van zijn vroegere partner Danny Hale spuugt in zijn gezicht. Hierdoor realiseert Kellerman dat hij zijn verleden nooit zal kunnen vergeten.

## Trivia
- De naam 'Kellerman' verwijst misschien naar Roy Kellerman, een agent van de Geheime Dienst die de limousine reed van John F. Kennedy op het moment van de moord op president Kennedy. In 2003 speelde Paul Adelstein de karakterrol Steven Kellerman in de Law & Order: Special Victims Unit episode Mercy, waar de naam ook van zou kunnen komen.
- In het begin van Prison Break was Paul Adelstein alleen nog maar te zien in een gastrol, later is hij een hoofdpersonage geworden.